# 高山駅

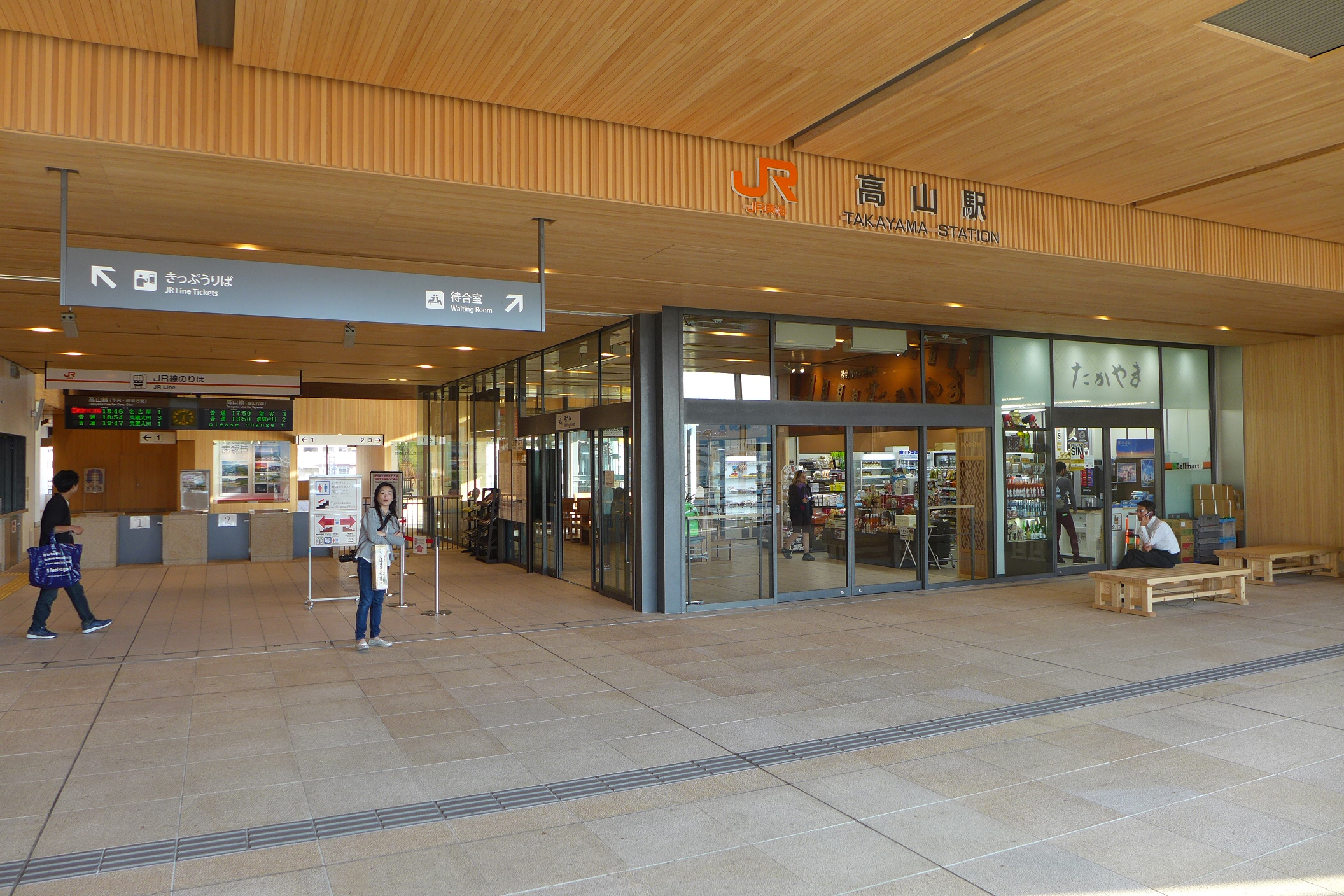
改札口（2017年6月）

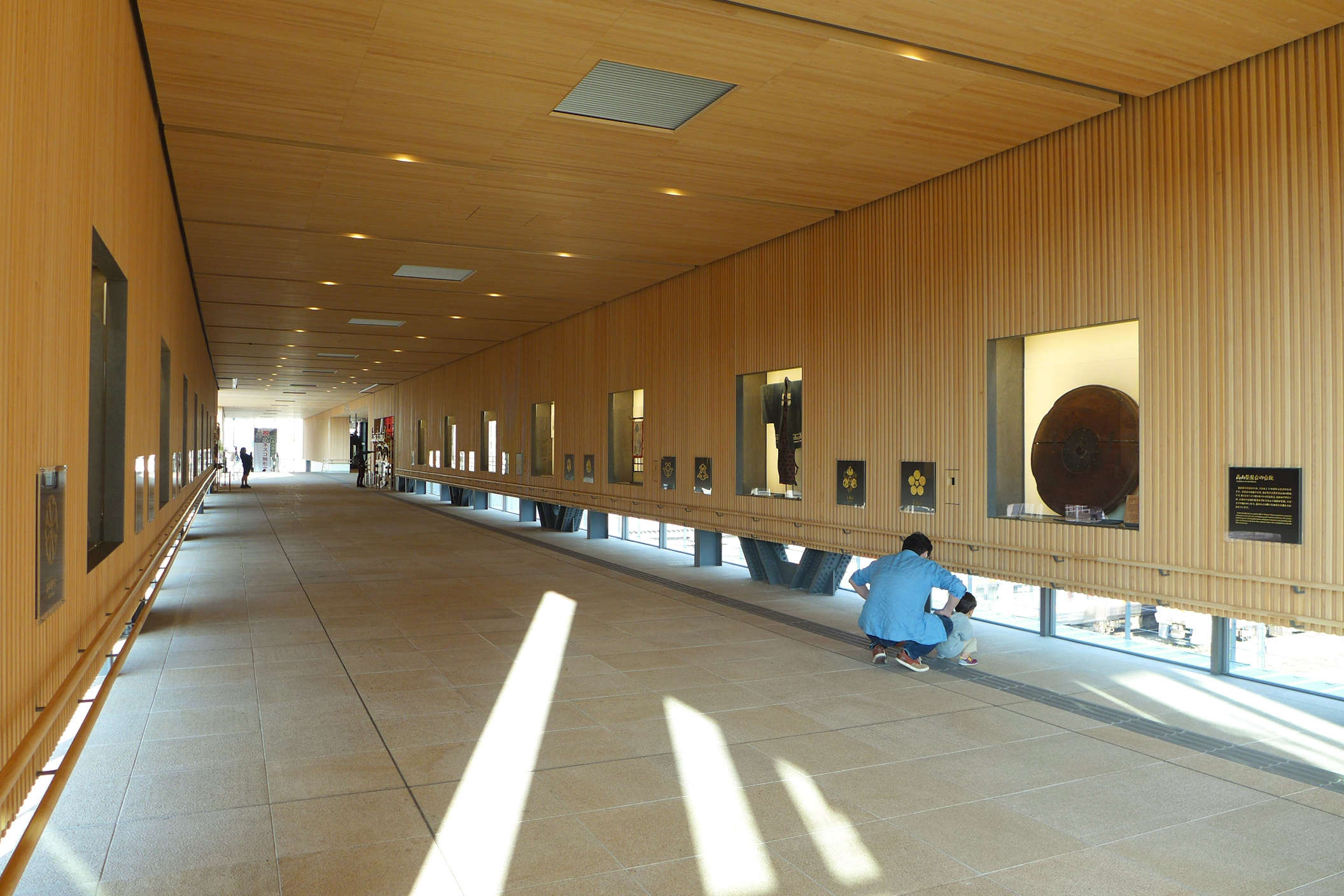
自由通路（2017年6月）

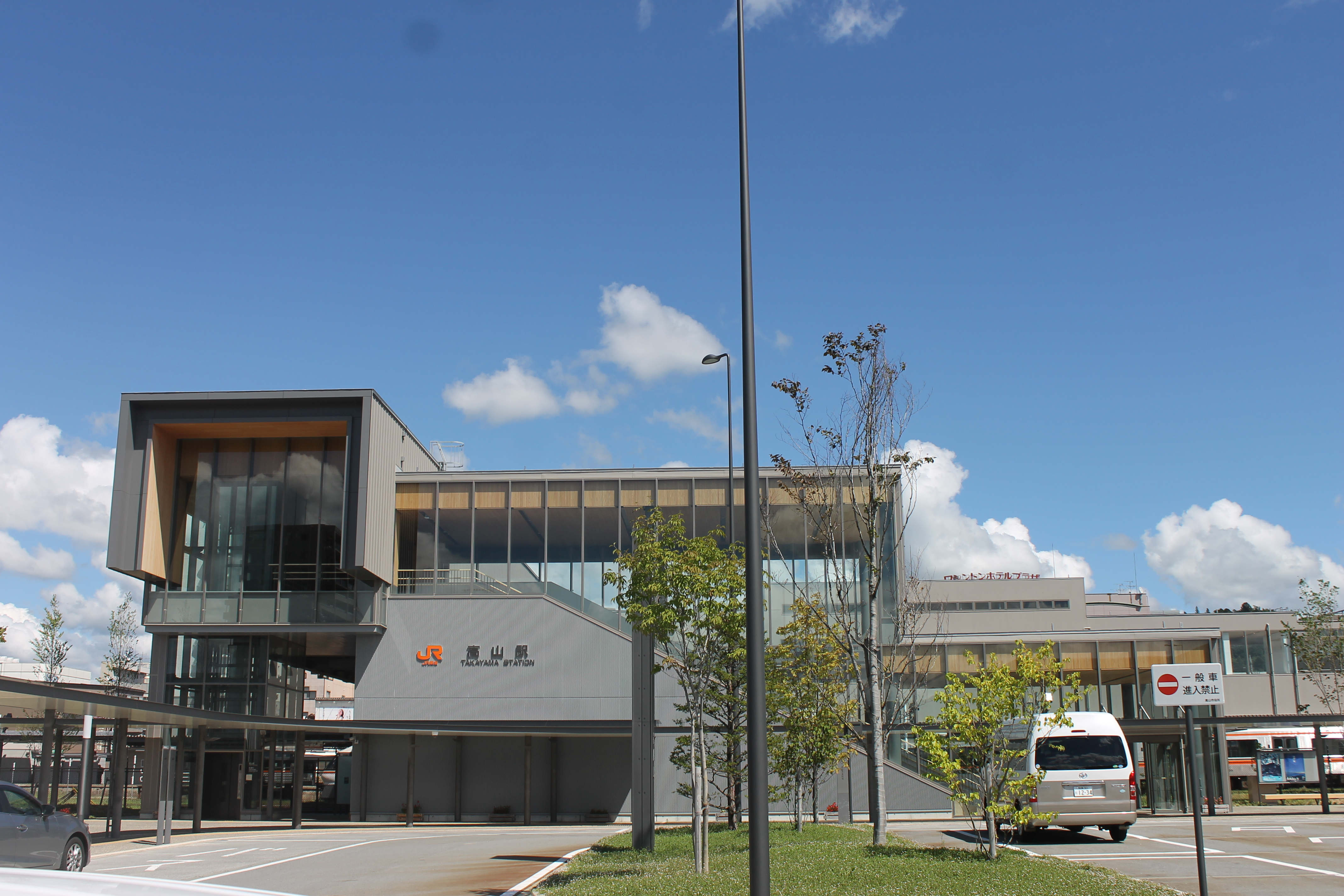
西口（2018年9月）

高山駅（たかやまえき）は、岐阜県高山市昭和町一丁目にある、東海旅客鉄道（JR東海）高山本線の駅である。駅番号はCG25。

## 概要
日本有数の観光地で「小京都」とも称される旧・高山市地域の代表駅として、年間を通して賑わいを見せる。
すべての特急「ひだ」が停車し、特急の約半数が当駅を始終着としている。また一部列車は当駅で車両の増解結を行う。
2001年（平成13年）9月30日までは名古屋鉄道（名鉄）から特急「北アルプス」が「（ワイドビュー）ひだ」（当時）に併結されて当駅まで1日1往復乗り入れていた。

## 歴史
1934年（昭和9年）10月25日に高山本線開通に合わせて高山駅として設置された。開業時に建設された駅舎は木造大壁造の2階建ての駅舎で、2014年（平成26年）まで約80年に渡りそのまま使用されてきた。
高山市では、高山駅周辺の交通結節点としての機能強化や中心市街地の活性化を目指して、駅東西の一体的な整備を図る「高山駅周辺土地区画整理事業」を1998年（平成10年）度から開始した。2000年（平成12年）にJR東海と高山市の間で新駅舎の建設が合意され、2016年（平成28年）秋までに東西をつなぐ自由通路を備えた駅舎を完成させることになった。新しい駅舎は橋上駅舎で約1200平方メートルあり、エレベーターとエスカレーターを各ホームに備える。また東西自由通路にもエレベーターとエスカレーターを備える。デザイン監修を建築家の内藤廣が、設計を東海旅客鉄道およびジェイアール東海コンサルタンツが行い、総工費は約43.1億円である。
2014年（平成26年）11月30日に建て替え前の駅舎の市民への一般公開が行われ、昭和天皇が使った貴賓室などが公開された。翌12月1日から仮駅舎での営業に移行し、旧駅舎は取り壊されることになった。これに対して駅舎の取り壊し・建て替えの必要性に疑問を呈して意見を述べる動きもあった。2016年、新駅舎と東西自由通路が完成し、10月2日に供用を開始した。

### 年表
- 1934年（昭和9年）10月25日：高山本線の飛騨小坂駅 - 坂上駅間開通とともに[17]、駅開業[1]。旅客・貨物営業を開始[2]。
- 1947年（昭和22年）11月2日：高山市内に昭和天皇の戦後巡幸。お召し列車が発着[18]。駅前奉迎には約18万人が詰めかけた[19]。
- 1968年（昭和43年）
  - 9月：ホームを延長（上りホームを南へ60メートル延長し、260メートルとした。上、下300メートルとなり12両入る）。
  - 10月1日：みどりの窓口を開設。
- 1969年（昭和44年）10月：無煙化に伴い、構内の給炭設備を解体。
- 1972年（昭和47年）11月1日：旅行センターを開業[20]。
- 1980年（昭和55年）5月27日：駅構内にて高山本線電化の起工式を開催。ただし電化工事はその後中止されている。
- 1986年（昭和61年）11月1日：貨物の取扱を廃止[2]。
- 1987年（昭和62年）
  - 3月31日：貨物の取扱を再開[2]。ただし実際の取扱いは上枝で行い、高山駅構内では貨物取扱実績はない。
  - 4月1日：国鉄分割民営化に伴い、東海旅客鉄道（JR東海）と日本貨物鉄道（JR貨物）の駅となる[2]。
- 1993年（平成5年）
  - 3月：構内の扇形車庫および転車台を解体。
  - 12月17日：構内の高架水槽を解体。
- 2000年（平成12年）12月：電子連動装置使用開始[広報 4]。
- 2007年（平成19年）4月1日：JR貨物の駅が廃止され、貨物営業を終了。
- 2014年（平成26年）12月1日：駅舎建て替え工事のために従来の駅舎の使用を終了し、仮駅舎の使用を開始[9]。
- 2016年（平成28年）
  - 3月11日：JR高山駅の東西出入口・自由通路の愛称が決定[広報 5][21]。
  - 10月2日：新駅舎と西口（白山口）の使用を開始[広報 3][12][15][16]。
- 2025年（令和7年）10月1日：ICカード「TOICA」の利用が可能となる（予定）[22]。

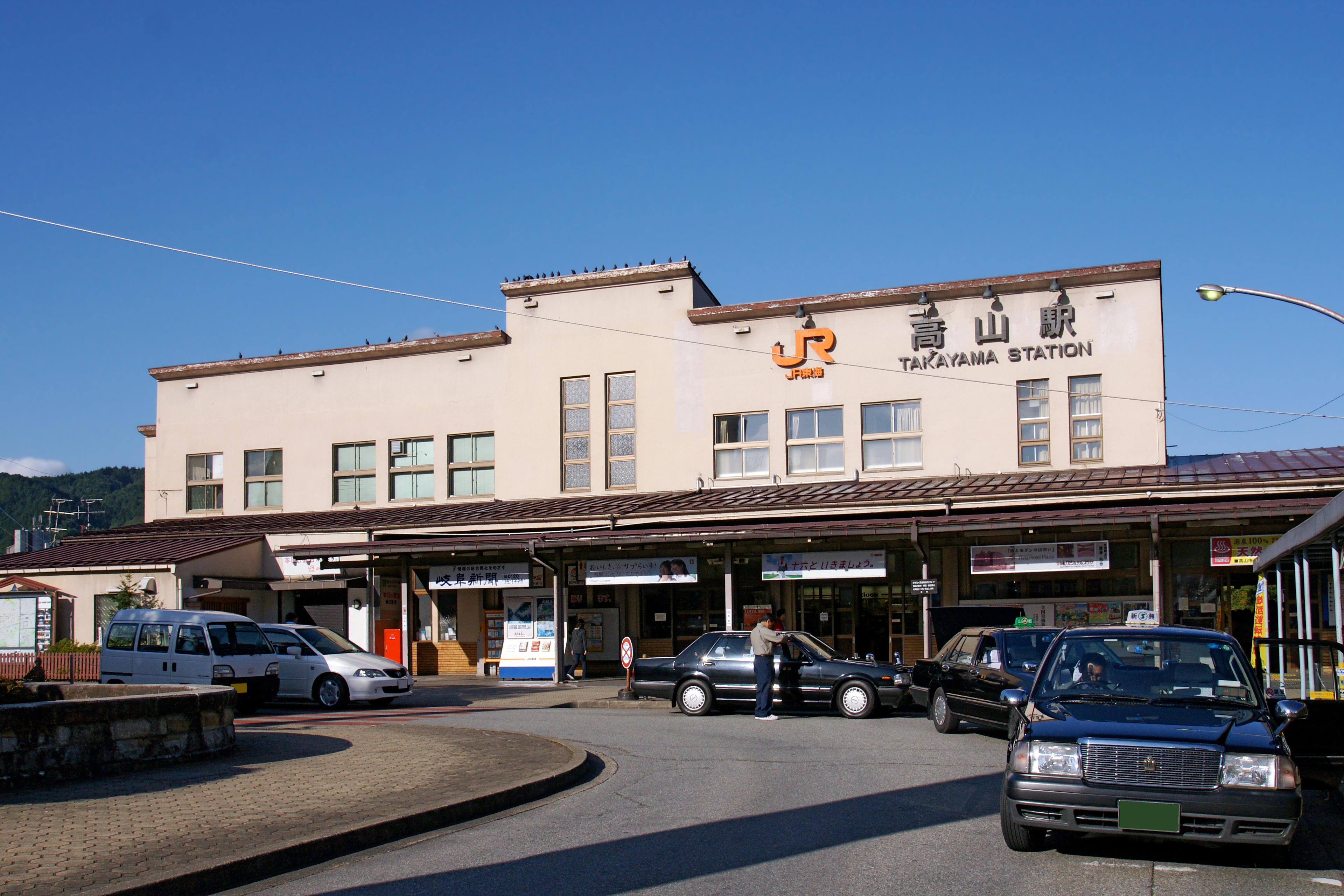
旧駅舎（2009年）
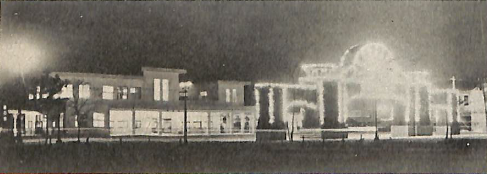
開業当時の駅舎（1934年）

## 駅構造

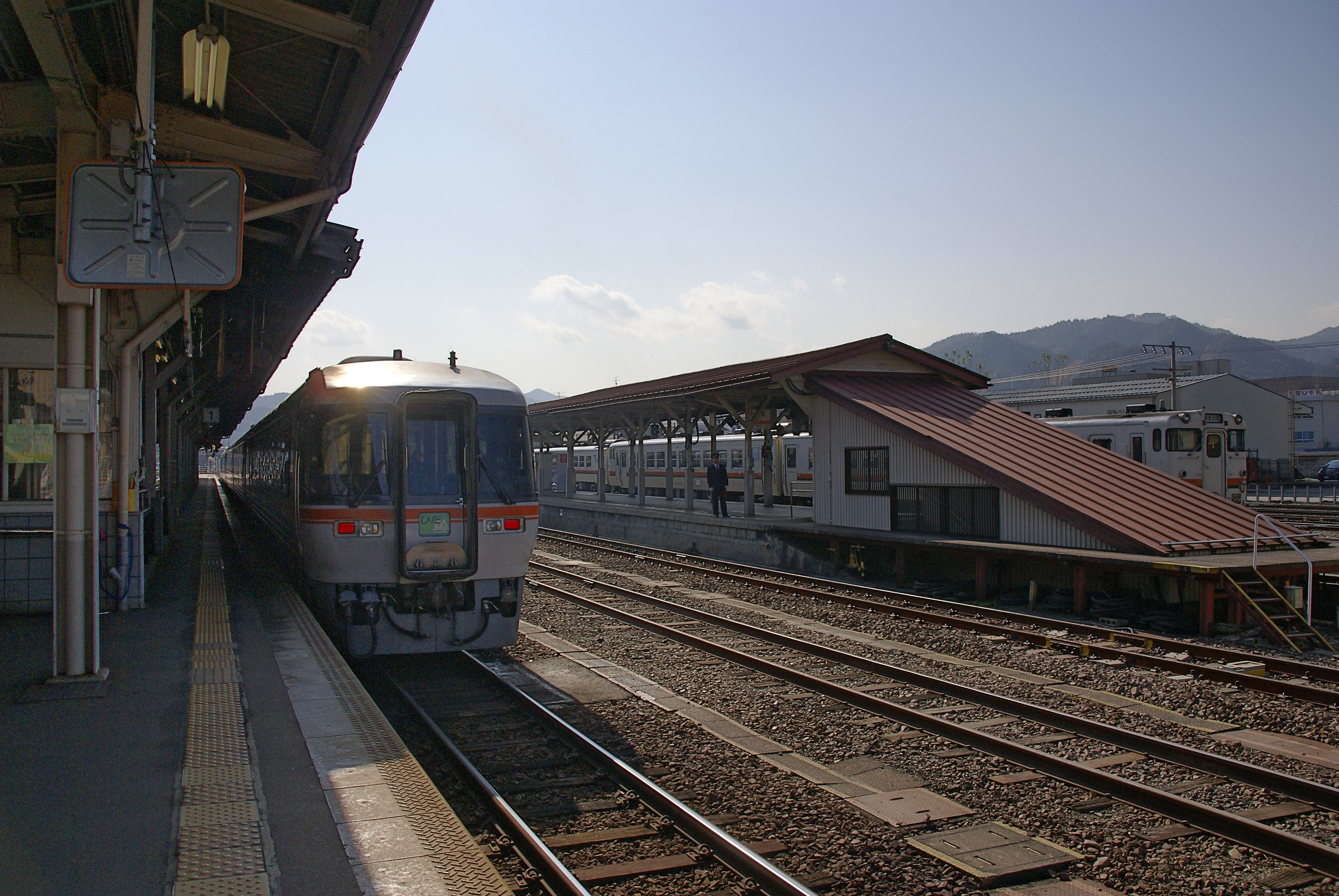
1番線の単式ホーム（左）と、2番線・3番線の島式ホーム（右）（旧駅舎時代）

島式ホーム1面2線と単式ホーム1面1線の地上駅。ホームは東側から1番線、隣のホームが2・3番線となっている。1番線が上り本線、2番線が下り本線、3番線が副本線という扱いで、岐阜方面からはどのホームも下り・上り方面ともに出発到着が可能。猪谷方面へはどのホームからも出発できるが、2番線には到着出来ない。駅舎橋上化前は下りの特急からも段差なしで改札口（旧駅舎）を抜けられるように、2010年3月改正ダイヤから2016年10月1日までは、原則としてすべての特急が1番線に停車していた。ホームは多客期に増結した特急「ひだ」が停車可能なように、全て10両編成に対応している。
ホーム西側には留置線が広がる。往年の高山機関区所在時よりも規模は縮小されたが、高山運輸区も併設された拠点駅である。1番線と2番線間にはホームに面しない線路があり、列車の待機や留置で使用される。また1番線の南東側にも旧貨物ホームを改造した留置線があり、ここにも列車が留置されることがある。
駅長・駅員配置駅（直営駅）である。管理駅として、渚 - 杉原駅間の各駅を管理している。JR全線きっぷうりばが設置されている。売店（キヨスク）があり、駅弁も販売されている。
2016年（平成28年）に完成した現在の駅舎は、外壁に黒い格子（市街地の町家をイメージ）が設置されており、東西自由通路「匠通り」で東口（乗鞍口、乗鞍岳に由来）と西口（白山口、白山に由来）を結んでいる。駅舎の天井や壁は飛騨産のヒノキ製で、1階にはコインロッカーやカフェがあり、2階の待合室には東海キヨスクが運営する店舗「ベルマート」がある。
駅玄関には、音声案内の駅案内板が設置してある。自動券売機はあるが、自動改札機はない。列車別改札を実施している。駅舎橋上化によりエレベーターとエスカレーターが各ホームと各出口に設置されている。また、東西自由通路「匠通り」には高山祭で使用される屋台の実物大模型が展示されている。
旧駅舎は木造大壁造で、1934年（昭和9年）の開業時に建設されたものである。改札口は駅舎中央にあり、駅舎北側に団体専用の改札口があった。ホーム間は地下道でつながれていた。かつては扇形車庫、転車台、高架水槽といった蒸気機関車時代の機関区の設備や建物も残されていたが、1993年（平成5年）に解体された。跡地は現在、駐車場になっている。2016年（平成28年）10月2日に駅周辺の整備事業の一環として、東口（乗鞍口）や東西自由通路「匠通り」とともに西口（白山口）が開設された。

### のりば
| 番線    | 路線        | 方向 | 行先                 |
| ------- | ----------- | ---- | -------------------- |
| 1・2・3 | CG 高山本線 | 上り | 美濃太田・名古屋方面 |
| 1・2・3 | CG 高山本線 | 下り | 飛騨古川・猪谷方面   |

（出典：JR東海:駅構内図）

## 駅弁
主な駅弁は下記の通り。
- 飛騨牛しぐれ寿司
- 牛焼肉めし
- 味ごのみ
- さるぼぼちゃんのお弁当
- ほう葉巻鯖寿司ハーフ
- 味の合掌づくり
- 飛騨路わっぱ
- 上高地弁当

## 利用状況
「岐阜県統計書」と「高山市のあらまし」によると、2019年度の1日平均乗車人員は1,408人である。高山本線の駅では、起終点の岐阜駅と富山駅（在来線はあいの風とやま鉄道の管理駅）を除くと、美濃太田駅の次に利用者が多い駅となっている。
近年の1日平均乗車人員は以下の通り。
| 年度   | 1日平均 乗車人員 |
| ------ | ---------------- |
| 2000年 | 2,436            |
| 2001年 | 2,330            |
| 2002年 | 2,331            |
| 2003年 | 2,205            |
| 2004年 | 1,959            |
| 2005年 | 1,868            |
| 2006年 | 1,793            |
| 2007年 | 1,849            |
| 2008年 | 1,762            |
| 2009年 | 1,567            |
| 2010年 | 1,515            |
| 2011年 | 1,543            |
| 2012年 | 1,568            |
| 2013年 | 1,625            |
| 2014年 | 1,564            |
| 2015年 | 1,539            |
| 2016年 | 1,550            |
| 2017年 | 1,507            |
| 2018年 | 1,360            |
| 2019年 | 1,408            |

## 駅周辺
当駅は高山市街地の西端に位置する。市街地中心は東方向であり、高山の象徴である上三之町の古い町並みへは徒歩で約10分程度かかる。

### 東口（乗鞍口）
バスセンター・古い町並み方面
- 国道158号
- 岐阜県道74号
- 宮川
- 高山濃飛バスセンター[6]
- 飛騨高山観光案内所[6]
- 飛騨国分寺 - 大銀杏は国の天然記念物[27]。
- 高山郵便局
- 高山市役所
- 岐阜地方裁判所高山支部
- 岐阜家庭裁判所高山支部
- 高山簡易裁判所
- 法務省
  - 岐阜地方検察庁高山支部
    - 高山区検察庁

  - 岐阜地方法務局高山支局
  - 高山拘置支所
- 高山警察署駅前交番
- 日本年金機構高山年金事務所
- 財務省
- JAひだ 高山支店
  - 国税庁名古屋国税局高山税務署
- 岐阜県立飛騨特別支援学校
- 高山赤十字病院
- 高山陣屋[28]
- 三町 - 重要伝統的建造物群保存地区
  - 藤井美術民芸館
  - 高山市政記念館
- 高山市郷土館
- 東急ステイ飛騨高山 結の湯
- チサングランド高山（旧ベストウェスタンホテル高山、2021年に運営権譲渡）[29]
- 宮川朝市

### 西口（白山口）
バイパス方面
- 高山駅白山口バス停
- 東海旅客鉄道高山運輸区[30]
- 高山市民文化会館
- 高山合同庁舎
- 高山グリーンホテル（京王グループ）[31]
- 濃飛乗合自動車高山営業所
- 高山市立南小学校

## バス路線
奥飛騨温泉郷、乗鞍岳、白川郷、郡上八幡、下呂温泉、上高地、金沢などへの高速バスや路線バスが発着している。
- 高山濃飛バスセンター（東口前）[31][32] - 濃飛乗合自動車、名鉄バス、アルピコ交通、岐阜乗合自動車、北鉄バス、京王バス、近鉄バス、JR東海バス、イルカ交通、加越能バスの各地域への高速バス　濃尾乗合自動車の路線バス、コミュニティバス、周遊バス
  - 路線の詳細は当該項目を参照。
- 高山バス停（東口の北方にあるひだホテルプラザ前） - 平成エンタープライズ（VIPライナー）
  - 名古屋（金山駅北口）行き
- 高山駅白山口バス停（西口前）
  - まちなみバス（周遊バス）、濃尾乗合自動車による運行

## 隣の駅
※特急「ひだ」（一部当駅始発・終着）の隣の停車駅は列車記事を参照のこと。
東海旅客鉄道（JR東海）
CG 高山本線
飛騨一ノ宮駅 - 高山駅 (CG25)  - 上枝駅

### 広報資料・プレスリリースなど一次資料
1. ↑  『在来線駅に駅ナンバリングを導入します』（PDF）（プレスリリース）東海旅客鉄道、2017年12月13日。2022年8月16日閲覧。
2. 1 2  “自由通路整備について”.   高山市. 2017年11月20日閲覧。 “Internet Archiveによる2014年12月23日時点のアーカイブページ。”
3. 1 2  『高山本線 高山駅 橋上駅舎及び自由通路の供用開始について』（PDF）（プレスリリース）東海旅客鉄道、2016年8月25日。オリジナルの2020年12月19日時点におけるアーカイブ。2020年12月23日閲覧。
4. ↑  「高山線高山駅・美濃太田運輸区に導入した 新形電子連動装置LD-1」『京三サーキュラー』第52巻第3号、京三製作所、2001年5月、20 - 21頁。
5. 1 2  『JR高山駅の東西出入口・自由通路の愛称が決定しました』（プレスリリース）高山市、2017年9月14日。オリジナルの2020年12月23日時点におけるアーカイブ。2020年12月23日閲覧。

#### 統計資料
1. ↑  “5.運輸・通信” (PDF). 令和2年度 高山市のあらまし.   高山市 (2021年2月12日). 2021年3月26日閲覧。